# Músiques Tranquil·les
Les Músiques Tranquil·les són una temporada de concerts que es realitza a Mataró des de l'hivern de 2006 per iniciativa de la Casa de la Música de Mataró.
Va néixer com un festival off del Cruïlla de Cultures de Mataró, un festival d'hivern de Mataró amb música menys festiva i amb un format més íntim, programant concerts a diferents sales i espais de la ciutat com la Sala Clap, a l'Arcàdia Cafè Cultural, el Foment Mataroní, el Teatre Monumental, la Sala Privat o el bar El Públic. A partir de l'hivern 2017 es transformen en una temporada de concerts tot l'any on el públic pren la paraula i a través d'una Comunitat programa els concerts al Casal Nova Aliança el primer dijous de mes.
Al llarg d'aquests anys de festival i de temporada de concerts s'han programat artistes com Maria del Mar Bonet, Judit Neddermann o Pau Vallvé.